# Korroboracja (filozofia)
Korroboracja - stopień wiarygodności teorii. 
Według Karla Poppera teorie naukowe nie są budowane na podstawie doświadczenia, lecz je "wyprzedzają". Doświadczenie może co najwyżej potwierdzić przyjętą wcześniej teorię. Potwierdzenie nie jest jednak niepodważalnym dowodem prawdziwości teorii i nie stosuje się go w celu wykazania prawdziwości, lecz w celu zwiększenia stopnia wiarygodności teorii.
„Przez stopień korroboracji teorii rozumiem zwięzłe sprawozdanie oceniające stan (w czasie t) krytycznej dyskusji nad teorią, z uwzględnieniem sposobu, w jaki rozwiązuje ona swoje problemy, stopnia jej sprawdzalności, surowości testów, które przeszła, oraz sposobu, w jaki przetrwała te sprawdziany. Zatem korroboracja (albo stopień korroboracji) jest sprawozdaniem oceniającym dotychczasowe zachowanie teorii”.